# دوري إستونيا الممتاز 1995–96
دوري إستونيا الممتاز 1995–96 (بالإستونية: Meistriliiga 1995/96)‏ هو الموسم 5 من  دوري إستونيا الممتاز. أشرف على تنظيمه اتحاد إستونيا لكرة القدم، وكان عدد الأندية المشاركة فيه  8، وفاز فيه لانتانا تالين.